# Коновалов, Николай Леонтьевич
Николай Леонтьевич Коновалов (8 апреля 1914, Веровка — 19 июля 1971, Мурманск) — председатель исполнительного комитета Мурманского областного Совета депутатов трудящихся (1959—1966), первый секретарь Мурманского областного комитета КПСС (1966—1971). Член Центральной ревизионной комиссии КПСС (1971).

## Биография
Родился 8 апреля 1914 года в поселке Веровка (ныне в черте посёлка Карло-Марксово Енакиевского горсовета Донецкой области).
Окончил Могилевский дорожно-строительный техникум, сразу после техникума пошел работать дорожным техником на строительстве дороги Костюковичи-Хотимск.
В 1934—1935 учился в Ленинградской Лесотехнической Академии. В 1949 г. заочно окончил Ленинградский лесотехнический институт.
Трудовая деятельность начиная с 1935 года:
- 1935—1945 техник, главный инженер Умбского лесопромышленного комбината (Мурманская область)
- 1945—1951 заместитель секретаря по транспорту, секретарь по кадрам, 2-й секретарь Кандалакшского горкома ВКП(б), 1-й секретарь Кандалакшского горкома ВКП(б) (Мурманская область)
- 1.1951 — 9.1952 секретарь Мурманского обкома ВКП(б)
- 9.1952 — 6.1953 главный инженер треста «Мурманлес»
- 6.1953 — 1954 начальник управления культуры Мурманского облисполкома
- 1954 — 6.1959 секретарь Мурманского обкома КПСС
- 9.6.1959 — 2.12.1966 председатель Мурманского облисполкома
- 2.12.1966 — 19.7.1971 первый секретарь Мурманского обкома КПСС.

Делегат ХХІІ-ХХІV съездов КПСС. Член Центральной ревизионной комиссии КПСС (1971). Депутат Верховного Совета РСФСР 6-8‑го созывов (1963—1971) и Верховного Совета СССР 7-8‑го созывов (1966—1971).
Умер в Москве 19 июля 1971 г. Похоронен на старом кладбище г. Мурманска.

## Награды и премии
- Орден Ленина
- 2 ордена Трудового Красного Знамени
- Почетная грамота Президиума Верховного совета РСФСР
- Медаль «За оборону Советского Заполярья»
- Медаль «За доблестный труд в Великой Отечественной войне 1941—1945 гг.»
- Медаль «За трудовую доблесть»
- Медаль «За доблестный труд. В ознаменование 100-летия со дня рождения В. И. Ленина»